# Штаб глубины
Штаб глубины́ (ивр. מפקדת העומק‎ мифке́дет ха-о́мек) — одно из структурных формирований Генерального штаба Армии обороны Израиля.
Штаб глубины был сформирован в 2011 году для координации спецопераций Армии обороны Израиля в оперативно-стратегической глубине, то есть за пределами Израиля.
Идея штаба глубины первоначально сформировалась в 1980-х годах, но не была реализована, а затем снова была запланирована в 2000-х годах. Решение о его формировании в нынешнем виде было принято начальником штаба Бени Ганцем в 2011 году. С 16 июля 2023 года штаб глубины возглавляет генерал-майор (алуф) Нимрод Алони (параллельно исполняющий должность командира Военных колледжей), который напрямую подчиняется начальнику Генерального штаба Армии обороны Израиля.

## История
Операции в глубине территории противника начались задолго до создания штаба глубины. Операции на территории противника были распространены в ЦАХАЛе с начала его существования с созданием подразделения 101, ответных операций за пределы «зеленой линии» в 1950-х и 1960-х годах, а также в некоторых из этих операций, таких как операция в Караме, использовались подразделения различных корпусов, такие как пехота и бронетанковые войска.

## Создание штаба
Решение о создании штаба глубины было принято в 2011 году начальником Генерального штаба Бени Ганцем, работа по подбору персонала была произведена генералами Идо Нехуштан, Авивом Кохави и Гади Айзенкот.
Было решено, что в штабе будет служить около 100 офицеров и солдат, и он будет непосредственно подчиняться начальнику Генерального штаба. Это позволит начальнику Генерального штаба и его заместителю не заниматься рутинной работой по планированию и проведению стратегических операций в глубине территории противника, включая препятствование контрабанде оружия в Ливан и в сектор Газа. Кроме того, штаб отвечает за привлечение к операциям специальных военнослужащих во время войны или спецопераций, которые выполняются в стратегической глубине территории противника (эти военнослужащие должны будут при этом структурно оставаться под управлением формирований, к которым они принадлежат).

## Командиры штаба глубины
| Имя командира | Период командования          | Комментарии                |
| ------------- | ---------------------------- | -------------------------- |
| Шай Авиталь   | январь 2012 — сентябрь 2014  | Операция «Нерушимая скала» |
| Рони Нума     | сентябрь 2014 — февраль 2015 |                            |
| Таль Руссо    | февраль 2015 — май 2017      |                            |
| Мони Кац      | май 2017 — август 2020       |                            |
| Итай Верув    | августа 2020 — июль 2023     |                            |
| Нимрод Алони  | с июля 2023 —                |                            |